# Sidi Damed
Sidi Damed (em árabe: سيدى دامد) é uma comuna localizada na província de Médéa, Argélia. De acordo com o censo de 2008, a população total da cidade era de 5 009 habitantes.